# Mark Kinsella
Mark Anthony Kinsella (Dublín, Irlanda, 12 de agosto de 1972) es un ex-futbolista irlandés, se desempeñaba como centrocampista y actualmente ejerce de entrenador.

## Clubes
| Club                 | País       | Año         | Partidos | Goles |
| Colchester United    | Inglaterra | 1989 - 1996 | 180      | 27    |
| Charlton Athletic    | Inglaterra | 1996 - 2002 | 208      | 20    |
| Aston Villa FC       | Inglaterra | 2002 - 2004 | 21       | 0     |
| West Bromwich Albion | Inglaterra | 2004        | 18       | 1     |
| Walsall FC           | Inglaterra | 2004 - 2006 | 43       | 1     |
| Lewes FC             | Inglaterra | 2008        | 1        | 0     |

- Datos: Q703653